# کوهی تاناکا (آهنگساز)
کوهی تاناکا (انگلیسی: Kohei Tanaka؛ زادهٔ ۱۴ فوریهٔ ۱۹۵۴) آهنگساز، و خواننده اهل ژاپن است.